# Даль-Чин, Маттео
Маттео Даль-Чин (англ. Matteo Dal-Cin; род. 14 января 1991 в Оттаве, провинция Онтарио, Канада) — канадский шоссейный велогонщик, выступающий за проконтинентальную команду «Human Powered Health». Чемпион Канады 2017 года в групповой гонке.

## Достижения
2015
1-й  Гран-при Сагенея
1-й Этап 1
2016
1-й  Редлендс Классик
2017
1-й  Чемпионат Канады в групповой гонке
1-й Этап 1 Тур Гилы
1-й Этап 2 Тур де Бос
1. ↑  Matteo DAL-CIN // https://www.uci.org/rider-details/68797